# Тубин
Тубин је српско презиме из Босне. Тубини славе ријетку славу Св. Вартоломеја и Варнаву (24. јун).